# Samsung Galaxy Fold
Samsung Galaxy Fold — перший смартфон компанії Samsung Electronics із гнучким складним екраном, є гібридом смартфона з планшетом. Презентований 20 лютого 2019 року. Продажі були заплановані на 26 квітня, але через виявлені численні проблеми, продажі були відкладені до усунення проблем.
6 вересня 2019 року телефон все ж таки був презентований у Південній Кореї.

## Технічні характеристики

### Процесор
Galaxy Fold оснащений 7-нанометровим процесором Qualcomm Snapdragon 855 та графічним процесором Adreno 640.

### Акумулятор
Смартфон отримав акумулятор об'ємом 4380 мАг та підтримку швидкої зарядки на 15 Вт. Також є підтримка швидкої бездротової зарядки на 15 Вт та зворотньої зарядки на 9 Вт.

### Камера
Galaxy Fold отримав основну потрійну камеру 12 Мп, f/1.5-2.4 (ширококутні) з оптичною стабілізацією + 12 Мп, f/2.4 (телефото) з 2x оптичним збільшенням + 16 Мп, f/2.2 (ультраширококутня) з автофокусом та здатністю запису відео в роздільній здатності 4K@60fps. Також смартфон отримав 3 фронтальні камери (1 зовнішня та 2 внутрішні). Зовнішня фронтальна камера отримала роздільність 10 Мп, світлосилу f/2.2 (широкий кут). Внутрішні фронтальні камери отримали роздільність 10 Мп, f/2.2 (широкий кут) + 8 Мп, f/1.9 (широкий кут). Також фронтальні камери вміють записувати відео в роздільній здатності 4K@30fps.

### Дисплей
Galaxy Fold має два Super AMOLED дисплея. Перший дисплей має діагональ 4,8 дюйма (122 мм), разом з тим пристрій можна розгорнути і діагональ тоді буде 7,3 дюйма (185 мм), Samsung вживає для позначення такого дисплею термін 'дисплей Infinity Flex'. Також в правому верхньому кутку є виріз під фронтальні камери.

### Пам'ять
Смартфон продається в комплектації 12/512 ГБ.

### Програмне забезпечення
Galaxy Fold був випущений на фірмовому інтерфейсі One UI 1.1 на базі Android 9.0 Pie. Був оновлений до One UI 2.1, що працює на базі Android 10.

## Проблеми
Коли Samsung розсилали свої смартфони журналістам на огляд, деякі люди виявили в них проблеми. Першим хто про це повідомив був журналіст із The Verge. Він отримав пристрій ввечері, а вже за добу, вздовж складки згину у Galaxy Fold з'явилась дивна опуклість. На ранок це призвело до «битих» пікселів по горизонталі та вертикалі OLED-дисплея. Згодом, журналіст CNBC виклав у Twitter пост з аналогічною проблемою. У нього пікселі вздовж згину стали темними, а ліва сторона постійно миготіла. В результаті, дисплей стає непридатним до використання.
У журналіста Bloomberg ситуація виявилась ще гіршою. У його випадку, пікселі Samsung Galaxy Fold поступово стають чорними. Більша частина екрану не була придатною для використання. Згодом, лише невелика область панелі вздовж правої сторони продовжувала працювати. Популярний YouTube-блогер Маркус Броунлі мав свій набір проблем. Він зняв полімерний шар з Galaxy Fold, який виглядає як звичайна захисна плівка. В результаті, дисплей швидко став чорним і перестав працювати. Виявилось ця плівка була частиною дисплею, без якої він не здатен працювати. Деякі журналісти говорили, що в них ця плівка сама злізала при користуванні. Причиною проблеми було те, що межі плівки не заходили за рамку дисплею.
Згодом Samsung вдалося вирішити більшість проблем, але все одно деякі з них все ще лишились: складка згину дисплею, незахищеність навіть від пилюки, при сильному натисканні нігтем на дисплей лишався слід. При першому налаштуванні системи були написані вказівки як правильно користуватись смартфоном.

## Галерея

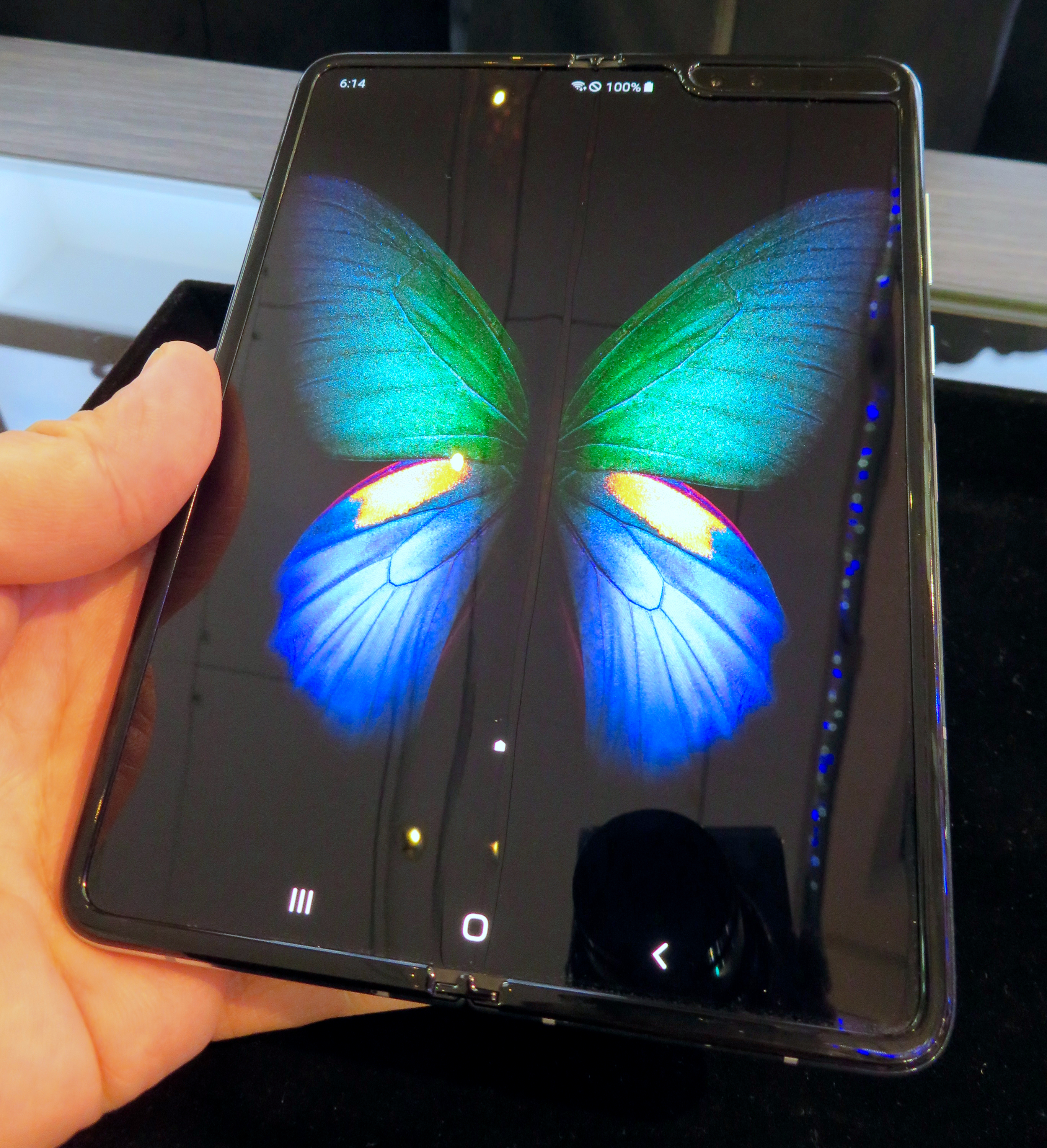
Внутрішній екран
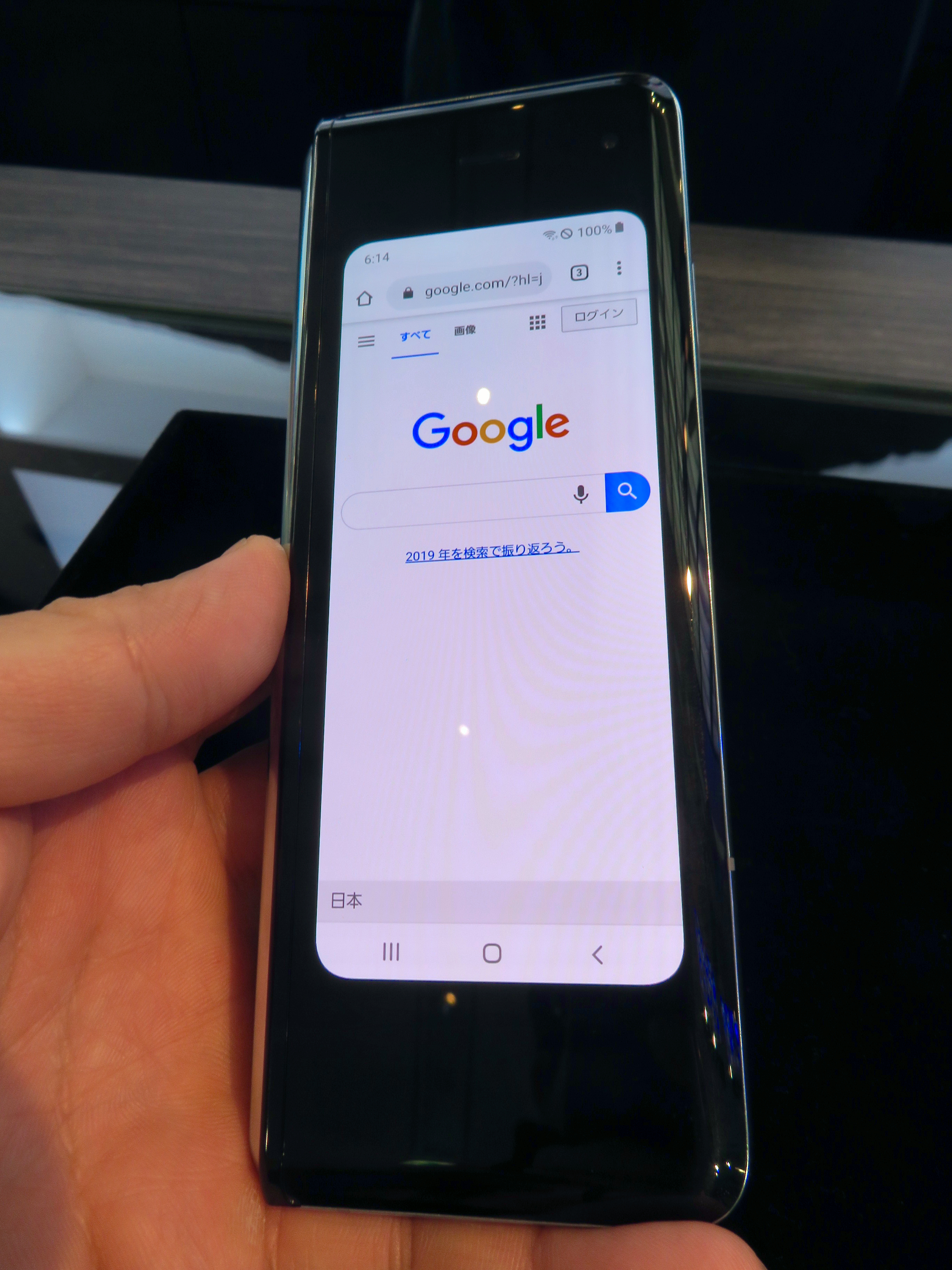
Зовнішній екран складеного Galaxy Fold
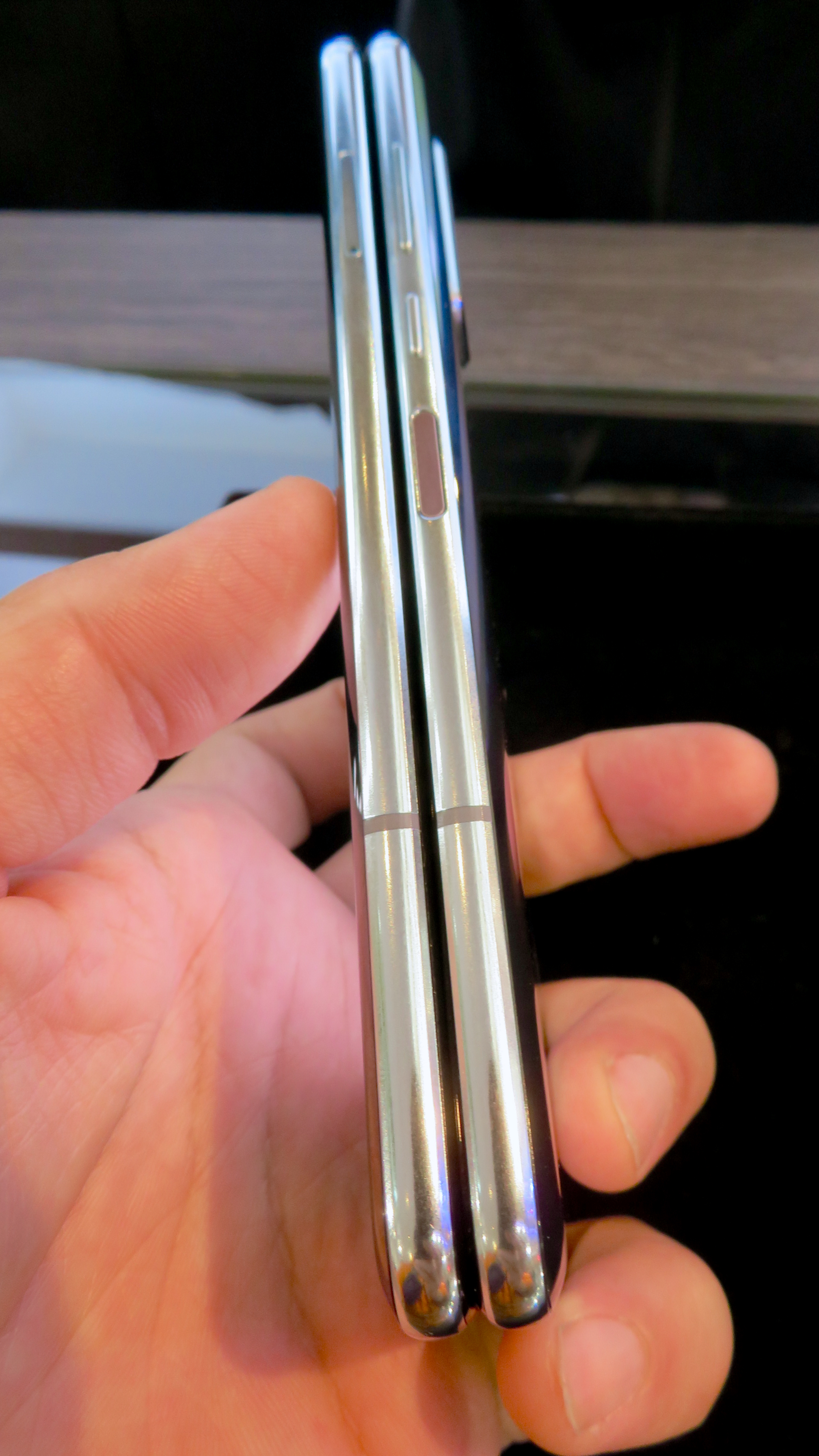
Товщина складеного Galaxy Fold
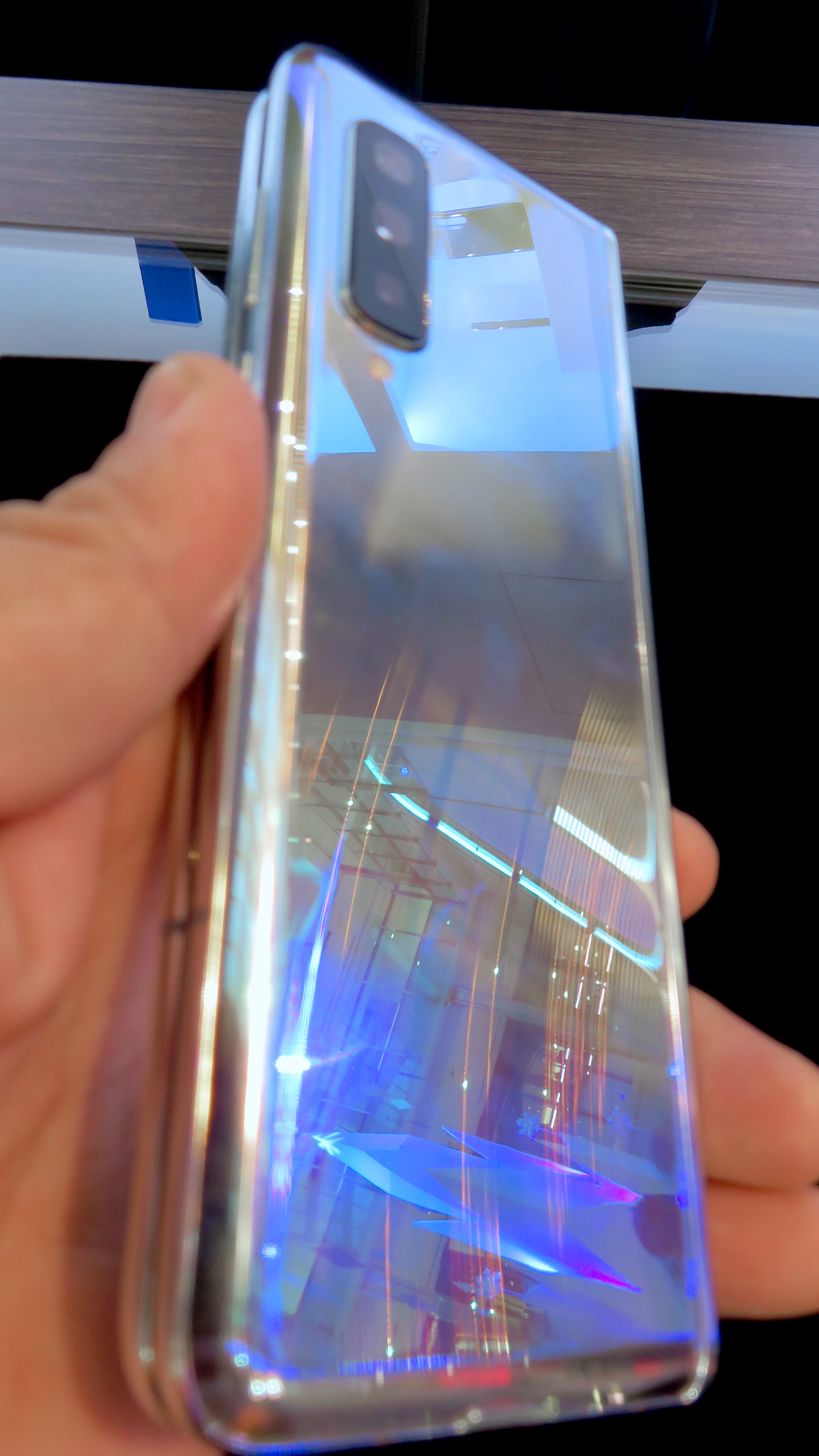
Задня скляна панель складеного Galaxy Fold